# Anastrepha urichi
Anastrepha urichi är en tvåvingeart som beskrevs av Greene 1934. Anastrepha urichi ingår i släktet Anastrepha och familjen borrflugor. Inga underarter finns listade i Catalogue of Life.